# Борхов (Рогачёвский район)
Бо́рхов (бел. Бо́рхаў) — деревня в Звонецком сельсовете Рогачёвского района Гомельской области Беларуси.

## География

### Расположение
В 30 км на северо-восток от районного центра и железнодорожной станции Рогачёв (на линии Могилёв — Жлобин), 94 км от Гомеля.

### Гидрография
Через деревню проходит мелиоративный канал.

## Транспортная сеть
Транспортные связи по просёлочной, затем автомобильной дороге Рогачёв — Довск. Планировка состоит из дугообразной широтной улицы, к которой с севера присоединяется переулок. На юге, по второй стороне мелиоративного канала, — короткая улица с широтной ориентацией. Застройка преимущественно двусторонняя, неплотная, деревянная, усадебного типа.

## История
В 1675 году Ян-Казимир Вищинский, сын скарбника речицкого Григория Ивановича Вищинского, получил в наследство имения Звонец, Довск, Борхов в Речицком повете Минского воеводства Великого княжества Литовского.
В 1713 году Борхов относился к владениям речицкого подкомория Антония Казимира Юдицкого — указан в его завещании.
После 1-го раздела Речи Посполитой (1772 год) в составе Российской империи. Владение кавалера польского ордена Святого Станислава старосты виштынецкого и дубиницкого Христофора Антоновича Пузыны (из Козельских) и его жены Марианны (дочь Михаила Антоновича Юдицкого).
По ревизии 1858 года владение помещика лейб-гвардии порутчика Дмитрия Павловича Турчанинова, которому также принадлежали соседние местечко Свержень и деревни Серебрянка, Юдичи, Сипоровка, Довск.
В 1869 году владения в Борхове по купчей крепости получил Вильгельм Яковлевич Рихерт (1825—1892), лютеранского вероисповедания. В 1882 году у него было в деревнях Святое и Борхов[уточнить] 4680 десятин земли и завод по производству дёгтя. С 1880 года работал хлебозапасный магазин.
В 1909 году сельскому обществу (21 двор, 143 жителя) принадлежало 259 десятин земли. Деревня административно в Довской волости Рогачёвского уезда Могилёвской губернии, относилась к приходу Шапчицкой Рождество-Богородицкой церкви (село Шапчицы).
В ходе программы коллективизации сельского хозяйства в 1930 году организован колхоз «Красный труд», действовала ветряная мельница. Согласно переписи 1959 года 245 жителей. С 1963 года в составе совхоза «Большевик» (центр — деревня Звонец).

## Население
- 1783 год — 27 душ мужского пола (согласно ревизии)
- 1858 год — 10 дворов 53 жителя
- 1897 год — 17 дворов, 136 жителей (согласно переписи)
- 1909 год — 21 двор, 143 жителя
- 1959 год — 245 жителей (согласно переписи)
- 2004 год — 17 хозяйств, 25 жителей
- 2019 год — 7 хозяйств, 11 жителей[8]

## Известные уроженцы
- А. Е. Макаёнок — белорусский драматург, народный писатель БССР, лауреата Государственной премии БССР имени Я. Коласа.